# Buchón gorguero
El buchón gorguero es una raza de palomo española, originaria de Castilla que hoy en día se conserva fundamentalmente en las provincias de Málaga y Córdoba, en Andalucía. Su nombre se refiere a las plumas del cuello, muy sueltas y brillantes, que recuerdan una gorguera. Esta raza desciende de la antigua paloma de casta o ladrona y la muchas de las actuales razas españolas de palomo proceden de ella. Los colombófilos lo consideran un animal de compañía, de exposición y para concursos de vuelo. FEC